# Movimiento 20 de Abril
El Movimiento 20 de Abril (M-20A) es un movimiento político de izquierda de Paraguay, que tiene como principal dirigente a Miguel Ángel López Perito, exjefe de gabinete de la Secretaría General de la Presidencia de la República durante el mandato de Fernando Lugo. El M-20A fue inscripto oficialmente como movimiento en el Tribunal Superior de Justicia Electoral el 18 de febrero de 2009.
Formó parte del Frente Guasú. El 20 de marzo de 2011, López Perito afirmó que el M20A estaba trabajando de cerca con el Frente Guasu.
Además de López Perito, otras figuras que forman parte del movimiento son Liz Torres, de la Secretaría de la Niñez, y Roberto Paredes, exconsejero de la Entidad Binacional Yacyretá.
Durante el elecciones generales de Paraguay de 2013, el M-20A decide abandonar el Frente Guasu, y dar su apoyo a Mario Ferreiro y a la coalición Avanza País. Miguel López Perito fue candidato a senador por la mencionada coalición, logrando obtener el escaño para el periodo 2013 - 2018.

## Ideología
A pesar de tener representantes de izquierda, y de suscribirse al acuerdo que fundó al Frente Guasú, el M-20A no se declara ni de izquierda, ni derecha, y que el ideario del movimiento saldría de un debate pluralista.
Unos días después de la inscripción del movimiento en el TSJE, López Perito afirmó que el M-20A es un "movimiento democrático, que promueve la democracia representativa, participativa y pluralista", además también un "movimiento progresista".